# 孙丽松
孙丽松（1979年—），中华人民共和国地方官员，河南陕县人，中国共产党党员，现任中共卢氏县县委常委兼政法委书记。

## 履历
1997年参加工作，历任陕县张汴乡副乡长、陕县原东凡乡党委副书记兼纪委书记、陕县菜园乡党委副书记兼纪委书记、菜园乡党委副书记兼乡长、菜园乡党委书记兼人大主席、陕县原店镇党委书记兼人大主席、三门峡市陕州区人民政府副区长等职。
2021年进入卢氏县政坛，接替王磊成为中共卢氏县政法委书记，同年8月当选中共卢氏县第十三届县委常委，进入卢氏县最高领导层。